# 大子蝇子草
大子蝇子草（学名：Silene stewartiana）为石竹科蝇子草属的植物，是中国的特有植物。分布在中国大陆的云南等地，生长于海拔2,800米至3,900米的地区，多生在高山草地，目前尚未由人工引种栽培。